# 冨樫凌央
冨樫凌央（日语：／ Togashi Ryō */?，1997年4月4日—）是一名日本職業足球員，司職中场，現時效力菲律賓足球聯賽球會DH宿霧。

## 球會生涯

### 早年及大學生涯
冨樫凌央於東京綠茵的青訓系統開始足球生涯。他在2016年高中畢業後，就讀桐蔭橫濱大學，並分別效力該校參與神奈川縣足球聯賽和大學聯賽的足球校隊。
他隨隊在2016年勝出神奈川縣足球聯賽，升班到關東足球乙組聯賽。球隊在2018年升班到關東足球甲組聯賽。

### 浦安矛船
冨樫凌央在2020年從大學畢業，並隨即加盟關東足球聯賽球會浦安矛船。
2022年，冨樫凌央隨隊奪得全國成人足球錦標賽冠軍，他在對陣BTOP北海道的決賽中後備上陣。由於在全國成人足球錦標賽中奪冠，令球隊獲得參與全国地区足球冠军联赛的資格。他們在贏得該賽事後獲得升班日本足球聯賽的資格。2023年7月，浦安矛船宣布冨樫凌央離隊，他在新賽季共為球隊於日本足球聯賽中上陣四次。

### DH宿霧
2023年8月15日，菲律賓足球聯賽球會DH宿霧宣布簽入冨樫凌央，以備戰亞洲足協盃和保利諾·艾簡達拿盃。同月20日，他在對陣菲律賓大學的菲律賓盃賽事中上演地標戰，協助球隊以2–0勝出。

### 冠忠南區
2024年1月16日，港超球會冠忠南區宣布簽入冨樫凌央。翌日，他在對陣香港U23的菁英盃小組賽賽事中上演地標戰，球隊最終以1–1賽和對手。他在季尾約滿離隊。

### 重返DH宿霧
2024年9月，自由身的冨樫凌央重返DH宿霧。

## 個人生活
冨樫凌央的父親冨樫剛一亦曾是一名職業足球員，並曾分別以球員及教練身分效力東京綠茵。